# Wang Qiang (Tennisspielerin)
Wang Qiang (chinesisch 王蔷, Pinyin Wáng Qiáng; * 14. Januar 1992 in Tianjin) ist eine chinesische Tennisspielerin.

## Karriere
Wang, die im Alter von neun Jahren mit dem Tennissport begann, spielte 2006 erste Turniere auf dem ITF Women’s Circuit. Im Jahr darauf trat sie in Peking erstmals bei einem Turnier der WTA Tour an, nachdem sie von den Veranstaltern eine Wildcard für die Qualifikation erhalten hatte, schied jedoch in der ersten Runde aus.
Zum Abschluss der Saison 2010 gewann Wang ihren ersten Profititel, zwei Jahre später siegte sie erstmals bei einem Turnier der $25.000-Kategorie. In Baku konnte sie sich 2012 zum ersten Mal für das Hauptfeld eines WTA-Turniers qualifizieren, unterlag aber in der ersten Runde. Anschließend errang sie bei einem Turnier der $75.000-Kategorie ihren zweiten Einzeltitel, der ihr weitere Wildcards für die im Anschluss stattfindenden chinesischen WTA-Turniere einbrachte, aus denen sie jedoch keinen Nutzen ziehen konnte. 2013 startete sie bei den Australian Open erstmals in der Qualifikation zu einem Grand-Slam-Turnier, bei der sie in der zweiten Runde scheiterte. Im Anschluss gewann sie in Kuala Lumpur gegen die damalige Weltranglistenzehnte Caroline Wozniacki überraschend ihr erstes Match im Hauptfeld eines WTA-Turniers, bevor sie in Runde zwei ausschied. Im Anschluss stand sie im Endspiel bei zwei ITF-Turnieren der $50.000-Kategorie, die sie aber beide verlor.
Nach dem Gewinn vier weiterer ITF-Titel 2014, darunter zwei der $50.000-Kategorie, konnte sie Wang bei den US Open erstmals für die Hauptrunde eines Grand-Slam-Turniers qualifizieren und zog dort nach einem Auftaktsieg über Paula Kania sogleich in die zweite Runde ein. Trotz einer Niederlage im Finale des WTA Challenger in Ningbo gegen Magda Linette, gelang ihr zum Saisonende der erstmalige Einzug in die Top 100 der Tennisweltrangliste. Bei den Asienspielen 2014 in Incheon gewann sie die Goldmedaille im Einzel, nachdem sie im Finale gegen Luksika Kumkhum in zwei Sätzen siegte. Im Jahr darauf stand Wang bei allen vier Grand-Slam-Turnieren im Hauptfeld, überstand aber erneut nur in New York die erste Runde. Außerdem erreichte sie bei den WTA Challengern in Dalian und Hua Hin jeweils das Halbfinale.
2016 mit zwei Viertelfinalteilnahmen bei WTA-Turnieren in die Saison gestartet, gewann Wang zurück auf der ITF-Tour, 14 Matches in Folge und errang damit zwei Titel der $50.000-Kategorie sowie ein weiteres Endspiel bei einem Turnier der $75.000-Kategorie in Gifu. Bei den French Open rückte sie im selben Jahr erstmals in die zweite Runde vor und trat für China bei den Olympischen Spielen in Rio de Janeiro an, wo sie im Einzelwettbewerb zum Auftakt gegen Swetlana Kusnezowa ausschied. 2017 gelangte Wang mit dem Einzug ins Achtelfinale von Madrid erstmals auch bei einem europäischen Sandplatzturnier ein gutes Ergebnis, dennoch feierte sie ihre größten Erfolge nach wie vor auf asiatischen Hartplätzen. So gewann sie in Zhengzhou nach einem Endspielerfolg über Peng Shuai ihren ersten Titel bei einem WTA Challenger. Gegen Saisonende folgten mit dem Erreichen der dritten Runde in Wuhan sowie ihrem ersten Auftritt in einem WTA-Halbfinale in Hongkong weitere gute Resultate, sodass sie die Saison 2017 erstmals unter den besten 50 der Welt abschließen konnte. Außerdem zog sie in Hong Kong an der Seite ihrer Landsfrau Lu Jiajing in ihr bisher einziges WTA-Doppelfinale ein, in dem die beiden aber gegen Chan Hao-ching und Chan Yung-jan chancenlos waren.
Nachdem Wang 2018 zunächst in Indian Wells die vierte Runde erzielt hatte, zog sie bei den French Open nach einem Auftaktsieg gegen Venus Williams, ihrem ersten Erfolg gegen eine Top-10-Spielerin seit Kuala Lumpur 2013, erstmals in die dritte Runde ein. In Nanchang konnte sie daraufhin durch einen Sieg im Finale über ihre Landsfrau Zheng Saisai ihren ersten WTA-Titel gewinnen, der den Auftakt zu Wangs internationalem Durchbruch markierte. Im Anschluss an eine Drittrundenteilnahme bei den US Open, kam sie in Hiroshima bis ins Halbfinale und errang in Guangzhou nach einem Sieg gegen Julija Putinzewa im Finale ihren zweiten Turniererfolg auf der WTA Tour. Dabei gab sie im gesamten Turnierverlauf keinen Satz ab und verlor in keiner der fünf Partien mehr als vier Spiele. Beflügelt durch ihre herausragende Form, erreichte sie sowohl in Wuhan, wo sie schließlich gegen Anett Kontaveit erschöpfungsbedingt aufgeben musste, als auch beim Premier Mandatory-Turnier in Peking das Halbfinale und besiegte dabei jeweils Karolína Plíšková. Die Saison beschloss sie mit einer weiteren Finalteilnahme in Hongkong, wo sie unter anderem mit Elina Switolina zum bis dahin fünften Mal in ihrer Karriere eine Top-10-Spielerinn schlagen konnte, bevor sie im Endspiel Dajana Jastremska unterlag. Darüber hinaus konnte sie bei den Asienspielen 2018 in Jakarta nach einem Zweisatzsieg gegen Zheng Saisai ihren Titel im Dameneinzel verteidigen. Wegen der herausragenden Ergebnisse in Asien, erhielt sie eine Wildcard für die WTA Elite Trophy 2018 in Zhuhai. Dort genügte ihr ein Sieg gegen Madison Keys bei einer Niederlage gegen Darja Kassatkina, um aufgrund der besseren Satzdifferenz ins Halbfinale einzuziehen, in dem sie Garbiñe Muguruza deutlich schlug. Zwar musste sie sich im Endspiel Ashleigh Barty geschlagen geben, trotzdem beendete sie die Saison erstmals in den Top 20 im Ranking.
2019 hatte Wang Probleme, an die Leistungen des Vorjahrs anzuknüpfen und konnte ihre Klasse nur sporadisch unter Beweis stellen. So erreichte sie in Miami zwar das Viertelfinale, war aber bei der anschließenden Sand- und Rasenplatzsaison in Europa nur mäßig erfolgreich. Bei den US Open stand sie dann erstmals im Viertelfinale eines Grand-Slam-Turniers, nachdem sie in der vierten Runde gegen die Weltranglistenzweite Ashleigh Barty ihren bis dahin größten Karrieresieg landen konnte; in der Runde der letzten Acht war sie gegen Serena Williams chancenlos. Im Anschluss erzielte sie mit Position zwölf ihre bislang höchste Weltranglistenplatzierung. Auch wenn Wang die Punkte bei den asiatischen Turnieren nicht verteidigen konnte, beendete sie auch diese Saison in den Top 30 der Welt.
In Melbourne rückte Wang zum Auftakt des Jahres 2020 nach ihrem bislang letzten Top-10-Sieg über Serena Williams noch einmal ins Achtelfinale vor, in dem sie gegen Ons Jabeur ausschied. Nach der coronabedingten Saisonunterbrechung 2020, kehrte Wang wie die meisten chinesischen Tennisspielerinnen erst zu Beginn der Saison 2021 wieder auf die WTA Tour zurück, wo sie mit elf Niederlagen aus 15 Partien in das Jahr startete, bevor sie in Parma ihr erstes WTA-Finale auf Sandplatz erreichte, indem sie sich aber Cori Gauff klar geschlagen geben musste. Bei ihrer zweiten Teilnahme an Olympischen Sommerspielen in Tokio besiegte Wang in der ersten Runde des Einzelwettbewerbs zunächst Verónica Cepede Royg. In der zweiten Runde schied sie gegen Garbiñe Muguruza aus. Im Anschluss an das olympische Turnier beendete Wang die Saison frühzeitig und stand deshalb erstmals nach 2013 zum Ende eines Jahres nicht unter den besten 100 der Welt.
2022 meldete sich Wang formverbessert auf der WTA zurück und erreichte zunächst bei den Australian Open die dritte Runde sowie anschließend das Halbfinale beim WTA-Turnier in Guadalajara. Daraufhin kehrte sie wieder unter die Top 100 der Tennisweltrangliste zurück.
2012 gab sie bei der 1:4-Playoff-Niederlage gegen Argentinien ihren Einstand für die chinesische Fed-Cup-Mannschaft. Seitdem hat sie für ihr Land 32 Begegnungen im Einzel und Doppel bestritten, von denen sie 21 gewinnen konnte (Einzelbilanz 19:7).

## Turniersiege

### Einzel
| Nr. | Datum              | Turnier   | Kategorie         | Belag     | Finalgegnerin      | Ergebnis               |
| --- | ------------------ | --------- | ----------------- | --------- | ------------------ | ---------------------- |
| 1.  | 21. November 2010  | Hyōgo     | ITF $10.000       | Teppich   | Yurina Koshino     | 6:1, 6:4               |
| 2.  | 18. März 2012      | Sanya     | ITF $25.000       | Hartplatz | Zhou Yimiao        | 7:5, 1:0 Aufgabe       |
| 3.  | 5. August 2012     | Peking    | ITF $75.000+H     | Hartplatz | Chan Yung-jan      | 6:2, 6:4               |
| 4.  | 2. Dezember 2012   | Bangkok   | ITF $10.000       | Hartplatz | Nungnadda Wannasuk | 6:2, 6:1               |
| 5.  | 9. Dezember 2012   | Bangkok   | ITF $10.000       | Hartplatz | Wen Xin            | 4:6, 6:3, 6:4          |
| 6.  | 23. Februar 2014   | Neu-Delhi | ITF $25.000       | Hartplatz | Julija Bejhelsymer | 6:1, 6:3               |
| 7.  | 18. Mai 2014       | Kurume    | ITF $50.000       | Rasen     | Eri Hozumi         | 6:3, 6:1               |
| 8.  | 25. Mai 2014       | Tianjin   | ITF $25.000       | Hartplatz | Zhu Lin            | 6:3, 6:2               |
| 9.  | 3. August 2014     | Wuhan     | ITF $50.000       | Hartplatz | Luksika Kumkhum    | 6:2, 6:2               |
| 10. | 12. Juli 2015      | Bangkok   | ITF $25.000       | Hartplatz | Zhang Kailin       | 6:2, 6:4               |
| 11. | 27. März 2016      | Quanzhou  | ITF $50.000       | Hartplatz | Liu Fangzhou       | 6:2, 6:2               |
| 12. | 16. April 2016     | Shenzhen  | ITF $50.000       | Hartplatz | Mayo Hibi          | 6:2, 6:0               |
| 13. | 30. Juli 2016      | Wuhan     | ITF $50.000       | Hartplatz | Luksika Kumkhum    | 7:5, 6:2               |
| 14. | 23. April 2017     | Zhengzhou | WTA Challenger    | Hartplatz | Peng Shuai         | 3:6, 7:63, 1:1 Aufgabe |
| 15. | 29. Juli 2018      | Nanchang  | WTA International | Hartplatz | Zheng Saisai       | 7:5, 4:0 Aufgabe       |
| 16. | 22. September 2018 | Guangzhou | WTA International | Hartplatz | Julija Putinzewa   | 6:1, 6:2               |
| 17. | 28. April 2024     | Wuning    | ITF W50           | Hartplatz | Lanlana Tararudee  | 1:6, 6:3, 4:3 Aufgabe  |

### Doppel
| Nr. | Datum            | Turnier | Kategorie   | Belag             | Partnerin     | Finalgegnerinnen           | Ergebnis  |
| --- | ---------------- | ------- | ----------- | ----------------- | ------------- | -------------------------- | --------- |
| 1.  | 28. Oktober 2010 | Taipeh  | ITF $10.000 | Hartplatz (Halle) | Kao Shao-yuan | Juan Ting-fei Zheng Saisai | 6:3, 7:62 |

## Abschneiden bei Grand-Slam-Turnieren

### Einzel
| Turnier         | 2011 | 2012 | 2013 | 2014 | 2015 | 2016 | 2017 | 2018 | 2019 | 2020 | 2021 | 2022 | 2023 | 2024 | Karriere |
| --------------- | ---- | ---- | ---- | ---- | ---- | ---- | ---- | ---- | ---- | ---- | ---- | ---- | ---- | ---- | -------- |
| Australian Open | —    | —    | Q2   | —    | 1    | 2    | 1    | 1    | 3    | AF   | 1    | 3    | —    | —    | AF       |
| French Open     | —    | —    | Q1   | —    | 1    | 2    | 1    | 3    | 2    | —    | 2    | 1    | —    | —    | 3        |
| Wimbledon       | —    | —    | —    | —    | 1    | 1    | 2    | 1    | 3    |      | —    | 2    | —    | 1    | 3        |
| US Open         | Q1   | —    | —    | 2    | 2    | 2    | 1    | 3    | VF   | —    | —    | Q2   | —    | 1    | VF       |

Zeichenerklärung: S = Turniersieg; F, HF, VF, AF = Einzug ins Finale / Halbfinale / Viertelfinale / Achtelfinale; 1, 2, 3 = Ausscheiden in der 1. / 2. / 3. Hauptrunde; Q1, Q2, Q3 = Ausscheiden in der 1. / 2. / 3. Qualifikationsrunde; nicht ausgetragen

### Doppel
| Turnier         | 2015 | 2016 | 2017 | 2018 | 2019 | Karriere |
| --------------- | ---- | ---- | ---- | ---- | ---- | -------- |
| Australian Open | —    | —    | 1    | 1    | 2    | 2        |
| French Open     | 1    | —    | 2    | 2    | 1    | 2        |
| Wimbledon       | —    | —    | 1    | 1    | —    | 1        |
| US Open         | —    | 1    | 2    | 1    | —    | 2        |